# Epitaph für Hermann von Hersel

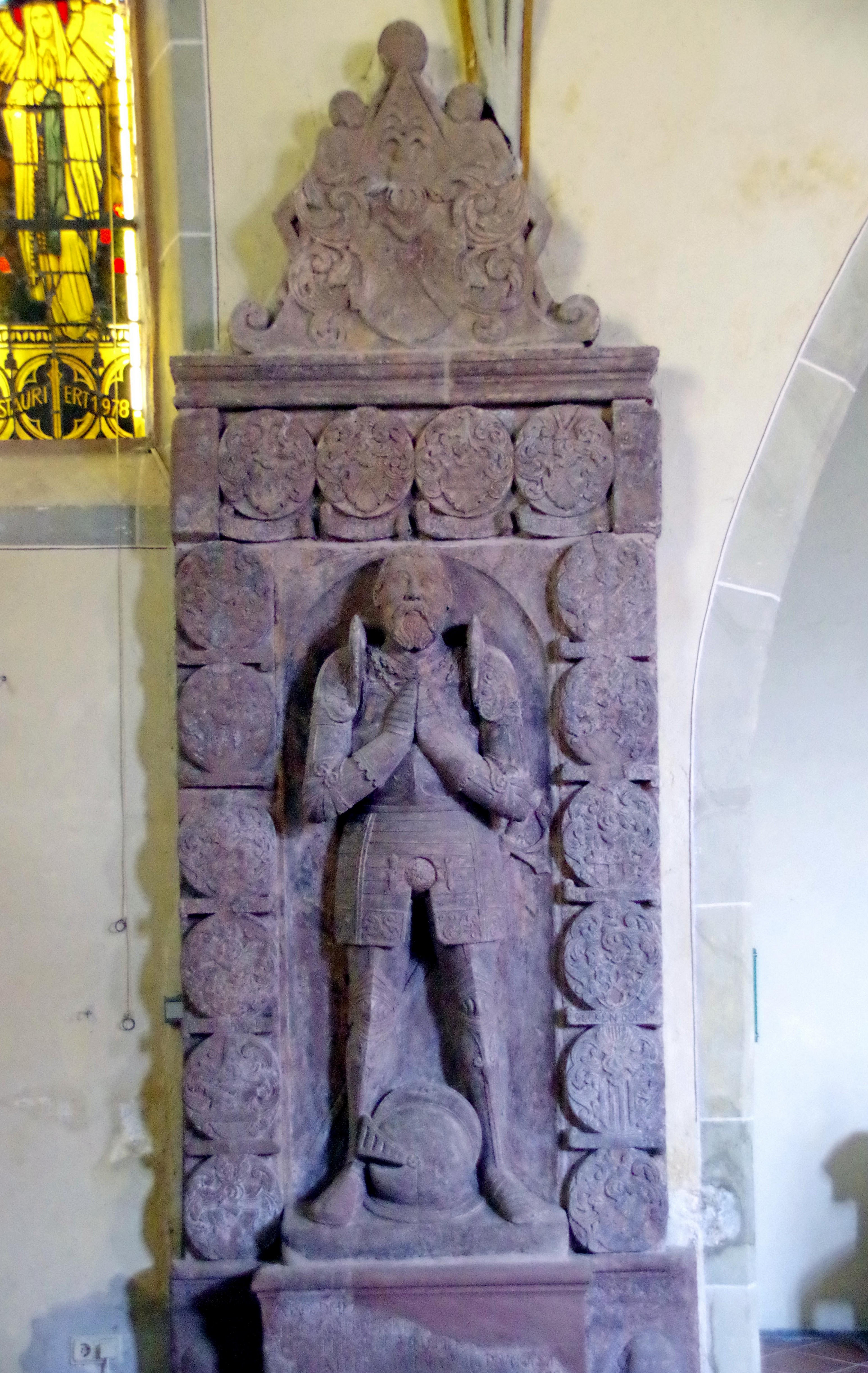
Epitaph für Hermann von Hersel

Das Epitaph für Hermann von Hersel in der katholischen Pfarrkirche St. Leodegar in Schönecken, einer Ortsgemeinde im Eifelkreis Bitburg-Prüm in Rheinland-Pfalz, wurde nach 1592 geschaffen. Das Epitaph im Chor ist als Teil der Kirchenausstattung ein geschütztes Kulturdenkmal. 
Der im Jahr 1592 verstorbene Hermann von Hersel, Ritter und Neffe des gleichnamigen, von 1489 bis 1504 auf Burg Schönecken ansässigen Burgmanns, wird in Rüstung mit gefalteten Händen dargestellt. Der Helm liegt zu seinen Füßen. An den Seiten sind je sechs und über der Figur vier Ahnenwappen zu sehen. 
Den oberen Abschluss des Epitaphs bildet die schmuckvolle Darstellung zweier Jünglinge, die das Wappen von Hermann von Hersel präsentieren.